# Вільня
Ві́льня — село в Україні, у Коростишівській міській територіальній громаді Житомирського району Житомирської області. Населення становить 330 осіб (2001). У 1923—2018 роках — адміністративний центр колишньої однойменної сільської ради.

## Загальна інформація
Розташоване на річці Дубовик, за 20 км південно-східніше Коростишева і залізничної станції Коростишів та за 12 км від автошляху Київ—Львів.

## Населення
У 1783 році в поселенні проживало 230 осіб обох статей у 38 дворах, в середині 19 століття — 720 селян обох статей, з них православних 618, римокатоликів — 102.
За довідником 1885 року в селі мешкало 600 осіб, налічувалося 98 дворових господарства, наприкінці 19 століття — 1 205 осіб, з них 617 чоловіків та 588 жінок, дворів — 217.
Відповідно до результатів перепису населення Російської імперії 1897 року, загальна кількість мешканців села становила 1 204 особи, з них: православних — 1 121, чоловіків — 617, жінок — 587.
На початок 1970-х років село мало 287 дворів із населенням 744 особи.
Відповідно до перепису населення СРСР, станом на 17 грудня 1926 року чисельність населення становила 1 571 особу, з них, за статтю: чоловіків — 781, жінок — 790; етнічний склад: всі — українці. Кількість господарств — 348.
Відповідно до результатів перепису населення СРСР, кількість населення, станом на 12 січня 1989 року, становила 477 осіб. Станом на 5 грудня 2001 року, відповідно до перепису населення України, кількість мешканців села становила 330 осіб.

## Історія
Давнє поселення, що існувало вже на початку 15 століття під назвою Велія. Належало катедрі Київської метрополії, згодом входила до складу коростишівського маєтку Олізарів. В судових записах 1609 року згадується як містечко, що належало Адамові Олізару-Волчковичу. Відповідно до податкових записів Київського воєводства 1628 року поселення належало Людвикові Олізару, перебувала в заставі, платила з 4 городників та млину.
Судові записи та податкові реєстри початку 17 століття згадують про село та містечко Вілія, що розміщувалося в тій же околиці, але входило до складу Ходорківського маєтку Тиш-Биковських, захоплене ними у Данила Обдули-Почапицького. Село згадується у документах 1624 року, в угоді між Адамом і Яремою Биковськими та їх стриєм Василем Биковським. За податковими реєстрами, у 1628 році Адам та Ярема Тиша-Биковські платили з містечка Вілія від 3 димів та 3 городників.
У 1728 році селом володів Йосип Олізар-Волчкович, який надав нещодавно збудованій церкві орної землі та сінокосу. У 1754 році належало Адамові Олізару-Волчковичу, тоді ж священником став Іван Венгринович, син попереднього священника, який помер того ж року. Згадується у люстрації Київського воєводства 1754 року, належало до коростишівського маєтку, сплачувало із 40 дворів 6 злотих і 7 грошів до замку та 25 злотих до скарбу.
У середині 19 століття — село Радомисльського повіту Київської губернії. Лежало на річці Вілія, за 10 верст південно-східніше Коростишева, на пограниччі зі Сквирським повітом. З півночі, заходу та півдня село було оточене лісами, лише з південного боку простягалася поляна, яку засівали. Церкву збудовано 1791 року на місці колишньої, збудованої із соснових колод, землі при ній було 64 десятини. До парафії належали такі поселення Коростишівського маєтку: Кропивня (8 верст), Хутори (2 версти), Войташівка (6 верст), Пилипонка (5 верст), Здвижка (3 версти), Романівка (6 верст), Віленька (2 версти), Олешпіль, Щигліївка (8 верст), Продубіївка (10 верст). У всій парафії налічувалося 1 187 православних, 571 католик та 298 юдеїв. Селяни, 250 ревізьких душ, були наділені під виплату землею в кількості 587 десятин.
За довідником 1885 року — колишнє власницьке село Водотийської волості Радомисльського повіту Київської губернії. Лежало на річці Дубовець. Були церковна парафія, заїзд, водяний млин, лавка.
Наприкінці 19 століття — власницьке село Водотийської волості (1 стану) Радомисльського повіту Київської губернії. Відстань до повітового центру, м. Радомисль — 25 верст, до найближчої залізничної станції Попільня — 40 верст, до найближчої поштово-телеграфної станції у Коростишеві — 15 верст, до поштової земської станції у Брусилові — 22 версти. Основним заняттям мешканців було хліборобство. У селі числилося 1 769 десятин землі, з яких 799 десятин належало поміщикам, 907 десятин — селянам, 63 десятини — церкві. Село належало поміщикові О. Племянникову, господарство вів орендатор О. Вольф, застосовував трипільну сівозміну, як і селяни. В селі були православна церква, церковно-парафільна школа, водяний млин, 6 вітряків, 2 кузні, хлібна комора. Пожежна команда мала 3 бочки та 3 багри.
21 листопада 1921 року через Вілію, повертаючись з Листопадового рейду, проходила Подільська група (командувач Сергій Чорний) Армії Української Народної Республіки.
У 1923 році включене до складу новоствореної Вільнянської сільської ради, яка 7 березня 1923 року увійшла до складу новоутвореного Брусилівського району Білоцерківської округи; адміністративний центр ради.
На фронтах Другої світової війни воювали 240 селян, 130 з них загинули, 110 нагороджені орденами й медалями.
В радянські часи в селі розміщувалася центральна садиба колгоспу, який обробляв 1 935 га сільськогосподарських угідь, у тому числі 1 714 га ріллі. Господарство вирощувало зернові культури, мало розвинуте м'ясо-молочне тваринництво та вівчарство. 29 працівників нагороджені орденами й медалями СРСР, зокрема чабана П. І. Бурлаченка — орденом Леніна. У селі були середня школа, будинок культури, бібліотека, дільнична лікарня.
23 травня 1960 року, в складі сільської ради, увійшло до Коростишівського району Житомирської області.
3 липня 2018 року увійшло до складу новоутвореної Коростишівської міської територіальної громади Коростишівського району Житомирської області. Від 19 липня 2020 року, разом з громадою, в складі новоствореного Житомирського району Житомирської області.

## Відомі люди
- Шварцман Ошер Маркович (1889—1919) — єврейський поет.